# Матю Тейлър
Матю Тейлър е английски футболист, играл като полузащитник и ляв бек, и треньор.

## Кариера
Кариерата на Тейлър започва в Лутън Таун. През 2001/02 е в отбора на годината на Лига 2. През 2002 е купен от Портсмут за 750 000 паунда. Започва да играе като ляв халф в „Помпи“, тъй като отборът играе в схема 3-5-2. През 2003 печели Чемпиъншип с Портсмут. При новия треньор Хари Реднап отново играе като защитник. Първия си гол за тима във Висшата лига вкарва на 1 февруари 2005 срещу Мидълзбро. На 27 октомври 2005 вкарва гол от 40 метра срещу Съндърланд, като този гол е избран за гол на сезона. През 2006 отборът е подсилен с Андрес Д'Алесандро и Грегъри Винял, но Матю запазва титулярното си място. Към Тейлър се появява интерес от Фулъм и Тотнъм Хотспър, но той решава да остане в „Помпи“. В средата на 2007, с привличането на Нико Кранчар, Матю губи титулярното си място и на 17 януари 2008 преминава в Болтън за 4 млн. паунда. През юли 2009 подписва нов договор с Болтън. В средата на 2010 е привлечен Мартин Петров и Матю остава често резерва. Въпреки това към края на годината навлиза в силна форма и е с основен принос за доброто представяне на отбора.